# Sven Grandel
Sven Grandel, född på 1600-talet, död 1736, var en svensk borgmästare, riksdagsledamot och politiker.

## Biografi
Sven Grandel föddes på 1600-talet. Han blev 1711 borgmästare i Hedemora och avled under påsken 1736.
Grandel var riksdagsledamot för borgarståndet i Hedemora vid riksdagen 1713–1714, riksdagen 1719, riksdagen 1720, riksdagen 1723 och riksdagen 1734.
Grandel gifte sig omkring 1693 med Katarina Norman.